# Happiness Charge 光之美少女！ 人偶之國的芭蕾舞女
電影 Happiness Charge 光之美少女！ 人偶之國的芭蕾舞女（日語：映画 ハピネスチャージプリキュア！人形の国のバレリーナ）是一部於2014年10月11日在日本上映的動畫電影。

## 故事簡介
一天，爱乃惠等人在一所幼儿园演出布偶剧。演出时，芭蕾舞女人偶—「小紡」突然开口说话，向眾人發出拯救人偶王国的请求，大家在小紡的带领下，来到人偶王国。但是来自幻影帝国的干部黑牙突然向眾人发动攻击，抓走小紡，眾人因此陷入了大危机……幸福满满的人偶王国隐藏着什么样的悲伤的秘密呢？

## 登場人物
紡
配音：堀江由衣（日本）
人偶之國的芭蕾舞女，招待光之美少女一行人來到人偶之國，其真實身份為一名夢想成為芭蕾舞演員但雙腳受傷的小女孩「織原紡」（後來證實其雙腳受傷的原因為黑牙在幕後暗中所為）。因為在現實世界中雙腳受傷而只能在由黑牙製造出來的人偶王國里跳舞，曾一度因受到黑牙的蠱惑而對現實世界和周圍的人極度的抗拒和不信任，但後來在光之美少女們的激勵感召之下敞開了心扉重新站立了起來，并最終登上舞台實現了自己的夢想。
TV版於最終回第49話登場，在光之丘的一角出現。
齊格王子（Prince Zeke）
配音：小野大輔（日本）
人偶之國的王子，長相俊美的男青年，對小姬有好感，其真實身份為紡最心愛的人偶。
黑牙（Black Fang）
配音：森川智之（日本）
本作頭號反派，來自幻影帝國的幹部，一位長著一頭紫色頭髮的神秘蒙面男子，在暗中弄傷了紡的雙腳之後從幕後製造并操縱人偶王國的運作，欺騙紡說自己能幫助她在人偶之國里永遠快樂的跳舞下去。但實際上他卻是一個面熱心冷、口腹蜜劍的陰險小人，他的真實目的是想從紡的身上吸取不幸的能量，妄圖將整個世界籠罩在恐怖與不幸之中，并最終若計畫成功可取代幻影女王的幻影帝國首領之位。最終被「超級幸福可愛天使」（Super Happiness Lovely）使出必殺技「光之美少女 奇蹟之愛律動」（Precure Miracle Love Motion）消滅。
船梨精（Funassyi）
配音：船梨精（日本）
本作特別登場的加油角色。

## 主題曲
片頭曲「WOW！」
作詞：青木久美子，作曲：小杉保夫，編曲：大石憲一郎，主唱：仲谷明香
片尾曲
作詞：只野菜摘，作曲：，編曲：古川貴浩，主唱：吉田仁美
插入曲
作詞：兒玉沙織，作・編曲：高木洋，主唱：可愛天使（中島愛）、公主天使（潘惠美）、蜂蜜天使（北川里奈）、命運天使（戶松遙）

## 外部連結
- （日語）電影 填充幸福 光之美少女！人偶之國的芭蕾舞女（東映動畫）（页面存档备份，存于）